# Stefan Sobiech
Stefan Sobiech (ur. 1 września 1934 w Nochowie, zm. 18 grudnia 2013) – polski agrotechnik.

## Życiorys
Początki nauki pobierał w Śremie, gdzie zdał maturę w 1952. Z uwagi na tzw. kułackie pochodzenie studia na Wyższej Szkole Rolniczej w Poznaniu mógł podjąć dopiero w 1954 (wcześniej pracował w rodzinnym gospodarstwie rolnym). Inżynierem rolnictwa został w 1958, a magistrem w 1960. W 1960 podjął też pracę w Stacji Doświadczalnej Katedry Szczegółowej Uprawy Roślin w Gorzyniu. Od 1 lipca 1963 był asystentem. W latach 1966–1967 przebywał na stażu w Wiedniu (Wyższa Szkoła Rolnicza), a po powrocie doktoryzował się na podstawie pracy Usuwanie części nadziemnych, jako metoda ochrony ziemniaków przed porażeniem wirusami ciężkimi w warunkach rejonu zamkniętego produkcji sadzeniaków (promotorem był prof. Kazimierz Piechowiak). Od 1960 powołany na stanowisko adiunkta. Od 1971 do 1981 był wicedyrektorem Instytutu Uprawy Roli i Roślin. Od 1992 był dyrektorem Zakładu Doświadczalno-Dydaktycznego Uprawy Roślin i Roli w Gorzyniu. 
Przez szesnaście lat był członkiem Komisji Rolnictwa Miejskiej Rady Narodowej w Poznaniu.

## Dorobek
Był autorem 118 publikacji (69 to oryginalne prace twórcze), dwóch podręczników i dwóch skryptów. Główne zainteresowania to: agronomia, nasiennictwo, problematyka deszczowania roślin, w tym zwłaszcza ziemniaków i strączkowych. 

## Odznaczenia
Otrzymał: Order Odrodzenia Polski (1989), Złoty Krzyż Zasługi (1972), Medal KEN (1999), Odznakę honorową „Za Zasługi w Rozwoju Województwa Poznańskiego” (1978), Odznakę Honorową Miasta Poznania (1980) i zespołowo Nagrodę Państwową I Stopnia (1968).